# Николай Джаров
Николай (Никола) Илиев Джаров е български революционер, опълченец, участник в Кресненско-Разложкото въстание.

## Биография
Джаров е роден в 1850 или 1860 година в неврокопското село Долен, което тогава е в Османската империя. Учи в родното си село. На 14 години заминава да учи в Ловеч. След Априлското въстание в 1876 година се установява в Браила, Румъния, където влиза в средите на революционната емиграция.
При избухването на Руско-турската война на 16 май 1877 година постъпва в IV рота на I дружина на Българското опълчение, а по-късно в конната сотня. Сражава се при Превен и при Шейново.
Участва в избухналото след войната Кресненско-Разложко въстание (1878 – 1879). Служи като писар във Военното училище. Участва и в Сръбско-българската война и в Балканската война в 1912 – 1913 година, както и в Първата световна война. Носител е няколко български и руски ордени и награди.
Умира в 1938 година в Долен или в 1942 година в София.

## Памет
В родното му село Долен, в центъра на селото на фасада на една къща е поставена паметна плоча на Никола Джаров и Тодор Пиринчев. Текстът върху нея гласи: „Участници в Освободителните войни от с. Долен, 1876 г.: Тодор С. Пиринчев – четник в четата на Хр. Ботев; 1877 г.: Никола И. Джаров – опълченец, сражавал се на Шипка“. Следват имената на загинали в Балканската и Междусъюзническата война (1912 – 1913).
В София в поставена паметна плоча на дома му на улица „Оборище“ № 89.